# 이경렬
이경렬(1988년 1월 16일 ~ )은 대한민국의 전 축구 선수로, 포지션은 센터백이었다. 2020년 현재 K리그1 수원 삼성 블루윙즈에서 유스 스카우터를 수행하고 있다.

## 선수 경력
2010년 경남 FC에 입단하여 데뷔 첫 시즌 리그 5경기에 출전하였다. 2011 시즌엔 주전 경쟁을 이겨내고 주전으로 도약하여 루크 드베어와 함께 중앙 수비수로 출전하거나 좌우 풀백으로 출전하였다.
2012 시즌을 앞두고 부산 아이파크의 유호준과 트레이드되어 부산으로 이적하였다. 부산에서 꾸준히 주전 센터백으로 활약하였고 2014 시즌 부주장을 거쳐 2015 시즌엔 주장으로 선임되었다. 주장으로서 임한 2015 K리그 클래식에선 리그 36경기에 출전하여 3골을 기록하는 등 분투하였지만 팀의 강등은 막지 못하였다.
2015 시즌을 마치고 군 복무를 위해 상주 상무에 입단하였고, 2017년 9월 13일에 군 복무를 끝내고 부산으로 복귀하였다.
2018시즌을 앞두고 팀 동료 윤동민과 함께 K리그1의 전남 드래곤즈에 입단했다.
2019시즌을 앞두고 서울 이랜드 FC에 입단했다. 이경렬은 서울 이랜드에서 15경기에 출전하였다. 시즌 종료 이후 현역에서 은퇴했다.

## 지도자 경력
2020년 1월 5일 서울 이랜드 FC의 U-12 유소년팀 감독으로 선임되었다.

## 그 외
2016년 4월 3일에 이용, 김성환, 박진포 상병과 김성주, 김성준, 조영철 일병과 함께 오전 9시에 경북 문경으로 외출 도중 소매치기범을 검거하여 4월 9일에 선행상을 받았다.